# 萨格勒布格拉丹斯基
薩格勒布格丹斯基體育會（HŠK Građanski Zagreb）全名第一克罗地亚公民体育俱乐部 (Prvi Hrvatski Građanski Športski Klub (1.PHGŠK))，1911年创建于萨格勒布。俱乐部的创建对克罗地亚足球发展起了一定的作用，在两次世界大战期间最为成功。
球队取得过五次南斯拉夫王国足球联赛冠军 (1923, 1926, 1928, 1937, 1940)。
1945年，萨格勒布当时最著名的三支球队球队，格拉丹斯基以及哈斯克（HAŠK）和康科迪亚（Concordia）被解散，重新组织一支名为萨格勒布迪纳摩的球队。6月9日，新球队正式成立。原先球队的大多球员都加盟了贝尔格莱德游击队。

## 球队荣誉
- 南斯拉夫王国足球联赛冠军: 5次 
  - 1923年, 1926年, 1928年, 1937年, 1940年
- 克罗地亚足球甲级联赛冠军: 2次
  - 1941年, 1943年